# Vladimir Vasilyevich Kurasov
Vladimir Vasilyevich Kurasov (tiếng Nga: Владимир Васильевич Курасов; 19 (lịch cũ: 7) tháng 7 năm 1897 – 30 tháng 11 năm 1973) là một nhà lãnh đạo quân sự Liên Xô, Tham mưu trưởng Phương diện quân Kalinin (sau được đổi tên thành Phương diện quân Pribaltic 1) trong Chiến tranh Vệ quốc vĩ đại, hàm Đại tướng, Anh hùng Liên Xô.

## Thiếu thời đến Thế chiến thứ nhất
Kurasov sinh ngày 19 tháng 7 năm 1897 tại Sankt-Peterburg, là con của một nhân viên văn phòng. Ông tốt nghiệp trường kỹ thuật 8 năm và trở thành công nhân nhà máy trước khi được biên chế vào Quân đội Đế quốc Nga năm 1915 trong Thế chiến thứ nhất. Năm 1916 ông tốt nghiệp Trường học viên sĩ quan (пра́порщик) ở Telavi và được gửi ra chiến trường. Kurasov phục vụ tại Mặt trận phía Tây với tư cách là chỉ huy trung đội, và đạt cấp bậc Chuẩn sĩ quan (подпоручик) vào thời điểm Quân đội Đế quốc Nga tan rã.

## Nội chiến và thời kỳ giữa các cuộc chiến
Ông gia nhập Hồng quân năm 1918. Trong Nội chiến Nga, ông chỉ huy một đại đội và một biệt đội lính biển, từng tham gia bảo vệ Petrograd chống lại quân Bạch vệ Mặt trận Tây Bắc do tướng Nikolay Yudenich cầm đầu vào năm 1919.
Năm 1921, ông tốt nghiệp Học viện Sư phạm Quân sự (sau trở thành Học viện Chính trị – Quân sự Lenin). Giai đoạn 1921 - 1929, ông chỉ huy một đại đội huấn luyện, sau đó là giảng viên chiến thuật tại Trường Bộ binh Leningrad. Ông gia nhập Đảng Cộng sản Liên Xô năm 1928.
Năm 1932, ông tốt nghiệp Học viện Quân sự Mikhail Frunze. Kể từ năm 1932, ông phục vụ trong bộ chỉ huy Quân khu Belorussia. Từ năm 1935, ông là Tham mưu trưởng Quân đoàn súng trường 16.
Giai đoạn 1936-1938, ông là học viên khóa đầu tiên của Học viện Tham mưu, và được giữ lại Học viện với tư cách là giảng viên cao cấp về chiến thuật. Từ năm 1940, ông là Cục trưởng, sau là Phó Cục trưởng Cục Tác chiến Bộ Tổng tham mưu Liên Xô.

## Chiến tranh Vệ quốc vĩ đại
Trong những tháng đầu của Chiến tranh Vệ quốc vĩ đại, Đại tá Kurasov làm việc tại Bộ Tổng tham mưu. Ông được thăng cấp Thiếu tướng ngày 28 tháng 10 năm 1941. Ngày 25 tháng 12 năm 1941, ông được bổ nhiệm làm Tham mưu trưởng Tập đoàn quân xung kích 4 (đồng thời, Thượng tướng Yeremenko được bổ nhiệm làm Tư lệnh Tập đoàn quân) thuộc Phương diện quân Tây Bắc và được điều động đến Phương diện quân Kalinin vào ngày 22 tháng 1 năm 1942. Trong Chiến dịch Toropets–Kholm vào tháng 1 đến tháng 2 năm 1942, tập đoàn quân đã di chuyển gần 300 km trong vòng chưa đầy một tháng, một kết quả chưa từng có trong toàn bộ giai đoạn tấn công của Liên Xô trong trận Moskva. Kể từ tháng 3 năm 1942, Kurasov được bổ nhiệm làm Tư lệnh Tập đoàn quân xung kích 4, vốn đóng tại một khu vực tương đối yên tĩnh của Phương diện quân Kalinin. Kurasov được thăng quân hàm Trung tướng vào ngày 21 tháng 5 năm 1942.
Tháng 4 năm 1943, Kurasov trở thành Tham mưu trưởng Phương diện quân Kalinin (ngày 12 tháng 10 năm 1943, đổi tên thành Phương diện quân Pribaltic 1). Ông đóng một vai trò quan trọng trong việc phát triển và thực hiện các chiến dịch Smolensk, Nevel, Gorodok vào năm 1943. Trong quá trình thực hiện Chiến dịch Bagration vào năm 1944, các đơn vị của Phương diện quân Pribaltic 1 đã tiến hành xuất sắc các chiến dịch Vitebsk-Orsha và Polotsk. Ông được thăng cấp Thượng tướng vào ngày 28 tháng 6 năm 1944. Vào mùa thu năm 1944 một lần nữa, ông lại được cho là đã thể hiện khả năng lãnh đạo xuất sắc trong chiến dịch Baltic theo hướng Riga và Memel.
Từ tháng 1 năm 1945, phương diện quân đã tham gia vào Chiến dịch Đông Phổ, cũng như một chiến dịch được tiến hành độc lập nhằm loại bỏ đầu cầu Memel của Đức và giải phóng thành phố Memel (Klaipėda). Tháng 2 năm 1945, do chiều dài của chiến tuyến giảm, Phương diện quân Pribaltic 1 được giải thể và được tái tổ chức thành Cụm tác chiến Zemland thuộc Phương diện quân Belorussia 3. Kurasov được bổ nhiệm làm tham mưu trưởng của cụm. Tháng 4 năm 1945, cụm bắt đầu chiến dịch Samland, đánh bại quân Đức trên bán đảo Samland, kết hợp với quân đổ bộ của Hạm đội Baltic trên Mũi nhô Vistula.

## Những năm sau chiến tranh
Tháng 6 năm 1945, Kurasov được bổ nhiệm làm Tham mưu trưởng Quân đội Liên Xô tại Đức, sau đó là Phó Chỉ huy trưởng Cụm lực lượng Trung tâm tại Áo. Trong khoảng thời gian 1946–1949, ông giữ chức vụ Chỉ huy trưởng Cụm binh đoàn Trung tâm tại Áo. Ông được thăng cấp Đại tướng vào ngày 12 tháng 11 năm 1948.
Giai đoạn 1949–1956, Kurasov là Giám đốc Học viện Quân sự Bộ Tổng tham mưu. Từ năm 1956, Kurasov là Phó Tổng Tham mưu trưởng, phụ trách Nghiên cứu Khoa học Quân sự, kiêm Trưởng phòng Khoa học Quân sự Bộ Tổng Tham mưu. Năm 1961, Kurasov lại được bổ nhiệm làm Giám đốc Học viện Quân sự Bộ Tổng tham mưu, được phong hàm giáo sư năm 1963.
Tháng 4 năm 1968, Kurasov được bổ nhiệm làm cố vấn – thanh tra quân sự trong Đoàn Tổng thanh tra của Bộ Quốc phòng Liên Xô (một chức vụ do các tướng lĩnh cấp cao nghỉ hưu theo chế độ). Ông mất ngày 30 tháng 11 năm 1973 tại Moskva và được chôn cất tại nghĩa trang Novodevichy.

## Giải thưởng
- Anh hùng Liên Xô
- 4 Huân chương Lenin
- 4 Huân chương Cờ đỏ
- 2 Huân chương Suvorov hạng Nhất
- Huân chương Kutuzov hạng Nhất

## Lược sử quân hàm
- Đại tá (1935)
- Thiếu tướng (28 tháng 10 năm 1941)
- Trung tướng (21 tháng 05 năm 1942)
- Thượng tướng (28 tháng 06 năm 1944)
- Đại tướng (12 tháng 11 năm 1948)